# Johann Wilhelm Gloger
Johann Wilhelm Gloger,  genannt Wilhelm Gloger (* 1702; † 11. Dezember 1760) war ein deutscher Orgelbauer. 

## Leben
Er war der älteste Sohn von Johann Heinrich Gloger. 1734 heiratete er Charlotte Hedewig Gabriela Kurren (* 1708; † Februar 1739), die im Wochenbett verstarb. 1745 heiratete er Justina Hasenbein († Januar 1762); ihre Tochter Sophia Elisabeth (* 1746) heiratete Johann Sieber in Stade; über ihren Sohn Georg Wilhelm (* 1753) ist nichts bekannt; weitere fünf Nachkommen verstarben jung. 
Gloger lebte bis 1742 in Northeim, zog dann als Orgelbauer nach Göttingen und war dann Organist in der St.-Jacobi-Kirche.

## Werk
1722/23 war er Geselle des Orgelbauers Caspar Sperling in Goslar. In Sack baute er 1728 eine kleine Orgel. 1734 vollendete er die Orgelarbeit seines Vaters in der Kirche St. Sixti  in Northeim. Im folgenden Jahr arbeitete er in Nette (Bockenem). Für die Paulinerkirche in Göttingen baute er von 1738 bis 1740 eine Orgel; diese baute man 1803 aus, lagerte sie in der St.-Nikolai-Kirche zwischen und verkaufte sie 1806 an die St.-Stephanus-Kirche in Wittingen, wo der Prospekt noch erhalten ist. Von 1755 bis 1759 erbaute er die Orgel der Kirche in Rosdorf; diese brannte 1857 ab.